# ميت القصري
ميت القصري إحدى قرى مركز قويسنا التابع لمحافظة المنوفية في جمهورية مصر العربية.

## التاريخ
قرية ميت القصري من القرى القديمة، حيث وردت باسم «منية القصري» في أعمال المنوفية ضمن قرى الروك الصلاحي التي أحصاها ابن مماتي في كتاب قوانين الدواوين، كما وردت باسم «منية القصري» في أعمال المنوفية ضمن قرى الروك الناصري التي أحصاها ابن الجيعان في كتاب «التحفة السنية بأسماء البلاد المصرية». وفي العصر العثماني وردت باسم «منية القصري» في التربيع العثماني الذي أجراه الوالي العثماني سليمان باشا الخادم في عصر السلطان العثماني سليمان القانوني ضمن قرى ولاية المنوفية، وفي تاريخ 1228هـ/1813م الذي عدّ قرى مصر بعد المسح الذي قام به محمد علي باشا باسم «ميت القصري» ضمن قرى مديرية المنوفية.

## السكان
بلغ عدد سكان ميت القصري 5,664 نسمة، حسب الإحصاء الرسمي لعام 2006.